# Reiner Knizia
 (mai 2025).
Si vous disposez d'ouvrages ou d'articles de référence ou si vous connaissez des sites web de qualité traitant du thème abordé ici, merci de compléter l'article en donnant les références utiles à sa vérifiabilité et en les liant à la section « Notes et références ».
Reiner Knizia (né le 16 novembre 1957 à Illertissen) est un auteur allemand de jeux de société mondialement reconnu et multi-primé.
Reiner Knizia crée son premier jeu de société à l'âge de huit ans. Diplômé d'une Maîtrise es sciences de l'Université de Syracuse aux États-Unis, ainsi que d'un doctorat en mathématiques de l'Université de Ulm en Allemagne, Knizia vit en Angleterre depuis 1993.
Il devient créateur de jeux à plein temps à partir de 1997. Très prolifique, il publie plus de 500 jeux chez tous les principaux éditeurs de jeux de société. Il est l'auteur de plusieurs classiques du jeu de société moderne, notamment dans le domaine des jeux de placement et de blocage (Tigre & Euphrate, Samuraï, La Traversée du désert), des jeux de bluff et d'enchères (Art moderne, Râ, Amun-Re) et des jeux à deux joueurs exclusivement (Schotten-Totten, Les Cités perdues).
Il obtient le prestigieux Spiel des Jahres  pour la première fois en 2008 avec Keltis. Son plus grand succès commercial à ce jour lui vient du jeu coopératif Le Seigneur des anneaux, publié en 17 langues et vendu à plus de 1 million d'exemplaires.

## Ludographie

### Seul auteur
- GoldRausch, 1990, édité par Hans Im Glück.
- Digging, 1990, édité par Hexagames.
- Res Publica, 1991, édité par Hexagames.
- Pirat, 1992, édité par Amigo Spiele.
- Revolution, 1992, édité par Abacus spiele.
- Quo Vadis?, 1992, illustré par Franz Vohwinkel, édité par Hans Im Glück.
- Modern Art, 1992, édité par Hans Im Glück et Mayfair Games.
- Toutankamon, 1993, illustré par Franz Vohwinkel, édité par Amigo Spiele.
- Attacke, 1993, édité par Fx Schmid.
- Das Letzte Paradies, 1993, édité par Franckh-Kosmos.
- Stonehenge, 1994, illustré par Peter Goodfellow et Torsten Schöps, édité par Blatz.
- Sokrates, 1994, édité par Blatz.
- En Garde, 1994, édité par Abacus spiele.
- Blazing Aces!, 1995, édité par Convivium Publications.
- Knights Of Charlemagne, 1995, édité par Playroom.
- Nuba, 1995, édité par Amigo Spiele.
- Tor, 1995, édité par Amigo Spiele.
- High Society, 1995, édité par Ravensburger.
- Medici, 1995, illustré par Franz Vohwinkel, édité par Amigo Spiele et Rio Grande Games.
- Vegas, 1996, illustré par Alfons Kiefer et Stephanie Delfmann, édité par Ravensburger.
- Palmyra, 1996, édité par Editrice Giochi.
- Members Only, 1996, illustré par Peter Goodfellow et Torsten Schöps, édité par Blatz.
- Grand National Derby, 1996, illustré par Intercontinental Greetings Ltd, édité par Piatnik.
- Twins, 1996, illustré par Franz Vohwinkel, édité par Amigo Spiele.
- Flinke Pinke, 1996, illustré par Franz Vohwinkel, édité par Amigo Spiele.
- Mole Hill, 1997, illustré par Erno Tromp, édité par Blatz.
- Tigre & Euphrate, 1997, illustré par Doris Matthäus, édité par  Hans Im Glück et Mayfair Games.
- Zero, 1998, édité par Berliner Spielkarten.
- Ohio, 1998, édité par Jumbo.
- Samuraï, 1998, illustré par Franz Vohwinkel, édité par Abacusspiele, Descarte et Hans Im Glück.
- La Traversée du désert (Durch die Wüste), 1998, édité par Kosmos.
- Schotten-Totten, 1999, illustré par Bärbel Skarabelo et Dorien Boekhorst, édité par Ass Altenburger.
- Les Cités Perdues, 1999, édité par Kosmos et Tilsit.
- Râ, 1999, illustré par Franz Vohwinkel, édité par Alea et Ravensburger.
- Rheinländer, 1999, illustré par Franz Vohwinkel, édité par Parker Brothers.
- Money!, 1999, illustré par Franz Vohwinkel, édité par Goldsieber.
- Stephenson's Rocket, 1999, illustré par Doris Matthäus, édité par Pegasus Spiele.
- Les Bolides, 2000, illustré par Sabine Lohf, édité par Haba.
- Le Seigneur Des Anneaux, 2000, illustré par John Howe, édité par Hasbro et Tilsit.
- Chambardement, 2000, illustré par Gabie Hilgert, édité par Haba.
- Battle Line, 2000, illustré par Mark Simonitch et Rodger B. Macgowan, édité par Gmt Games.
- Tadsch Mahal, 2000, illustré par Franz Vohwinkel, édité par Alea.
- Vite, Montez!, 2000, illustré par Thies Schwarz, édité par Haba.
- Nimbali, 2001, édité par Haba.
- My Word!, 2001, illustré par John Kovalic, édité par Out of the box.
- Safari Malin, 2001, édité par Piatnik et Tactic.
- Slam Dunk The Simpsons, 2001, illustré par Matt Groening, édité par Winning Moves.
- Maginor, 2001, édité par Fantasy Flight Games.
- Africa, 2001, illustré par Franz Vohminkel, édité par Goldsieber et Rio Grande Games.
- Express, 2002, illustré par Jürgen Martens, édité par Adlung Spiele.
- Star Wars, 2002, édité par Ravensburger.
- Le Seigneur Des Anneaux - La Confrontation, 2002, illustré par John Howe, édité par Kosmos et Tilsit.
  - Le Seigneur Des Anneaux - Sauron (extension), 2002
  - Le Seigneur Des Anneaux - Les Forces Des Ténèbres (extension), 2002
- Le Roi Des Lutins, 2002, illustré par Anja Dreier-Brückner, édité par Haba.
- Le Seigneur Des Anneaux - Les Deux Tours Le Jeu De Cartes, 2002, édité par Ravensburger.
- Camelot, 2002, illustré par François Bruel, édité par Asmodée.
- Korsar, 2002, illustré par Franz Vohwinkel, édité par Heidelberger Spieleverlag.
- Thor, 2002, illustré par Franz Vohwinkel, édité par Heidelberger Spieleverlag et Nürnberger Spielkarten Verlag.
- Kingdoms, 2002, édité par Fantasy Flight Games.
- La Pêche À L'Épuisette, 2003, illustré par Anja Dreier-Brückner, édité par Haba.
- La Chasse Des Pirates, 2003, édité par Schmidt.
- Tutankhamen, 2003, édité par Out of the box.
- Memo Street, 2003, illustré par Walter Pepperle, édité par Ravensburger.
- Amun-Re, 2003, illustré par Franz Vohwinkel, édité par 999 Games et Hans Im Glück.
- Loco!, 2003, édité par Fantasy Flight Games.
- Wapi, 2003, édité par Tactic.
- Le Seigneur Des Anneaux Junior, 2003, illustré par Dieter Schubert et Ingrid Schibert, édité par Sophisticated Games et Tilsit.
- Bandito, 2004, illustré par Barbara Kinzebach, édité par Selecta.
- Cache-Cache Grenouilles, 2004, illustré par Mick Ashpoole et Olivier Freudenreich, édité par Ravensburger.
- Le Roi Arthur, 2004, illustré par Franz Vohwinkel, édité par Ravensburger.
- Le Trésor des dragons (Schatz der Drachen), 2003, Winning Moves
- Génial (Einfach Genial), 2004, Tilsit / Kosmos - Japan Boardgame Prize  débutants 2004, Spiel der Spiele  2004, Schweizer Spielepreis  stratégie 2004, Mensa Select Mind Games  2005
- Jupiter, 2004, Franjos
- Mago Magino, 2004, Selecta - Japan Boardgame Prize  enfants 2005
- Blue Moon, 2004, Kosmos
- Palazzo, 2005, Alea
- Der Turmbau zu Babel (Tower of Babel), 2005, Hans im Glück - Schweizer Spielepreis  stratégie 2005
- Sudoku - Duell der Meister, 2006, Kosmos
- Auf der Reeperbahn nachts um halb zwei, 2006, Kosmos
- Blue Moon City, 2006, Kosmos
- La Course des tortues (Schildkrötenrennen), 2006, Winning Moves
- Animalement vôtre, 2006, University Games
- Risk Express, 2006, Hasbro
- Sauve qui Puce (Zirkus Flohcati), 2006, University Games
- Tal der Abenteuer, 2006, Parker - Spiel der Spiele  2006
- Code Cracker, 2007, Ravensburger
- Cordoba, 2007, Jugamos Todos .
- Sushi Bar, 2008, Gigamic
- Keltis, 2008, Kosmos - Spiel des Jahres  2008
- Robot Master, 2008, Cocktail Games
- Fits, 2009, Ravensburger
- Qin, 2012, Eggertspiele
- Orongo, 2014, Ravensburger
- Pickomino, 2014, Zoch
- Brains - Jardins japonais, 2015, Éditions du Matagot
- The Quest for El Dorado, 2017, Ravensburger
- Yellow & Yangtze, 2018, Grail Games
- Blue Lagoon, 2018, Blue Orange
- Babylonia, 2019, Ludonova
- Tajuto, 2019, Super Meeple
- My City, 2020, Kosmos
- Whale Riders, 2021, Grail Games
- Marshmallow test, 2021, Gigamic
- My Island, 2023, Kosmos
- Rebirth, 2024, Mighty Boards

### Avec Don Greenwood
- Galaxy - The Dark Ages, 2000, illustré par Kurt Miller, édité par Gmt Games.

### AvecKlaus-Jürgen Wrede
- Carcassonne - The Castle, 2003, illustré par Christof Tisch, édité par Hans im Glück